# Kabelsketal
Kabelsketal – gmina samodzielna w Niemczech, w kraju związkowym Saksonia-Anhalt, w powiecie Saale.
Do 30 czerwca 2007 gmina należała do powiatu Saal.

## Geografia
Gmina położona jest na wschód od miasta Halle (Saale).
W skład obszaru gminy samodzielnej weszły wcześniej samodzielne gminy (liczba mieszkańców 31.12.2007):
- Dieskau (3100)
- Dölbau (1170)
- Gröbers (2560)
- Großkugel (2205)